# جیکوب مندس دا کوستا
جیکوب مندس دا کوستا (انگلیسی: Jacob Mendes Da Costa؛ ۷ فوریه ۱۸۳۳ – ۱۲ سپتامبر ۱۹۰۰) پزشک و استاد دانشگاه اهل ایالات متحده آمریکا بود. دلیل شهرت وی، کشف سندرم دا کوستا (سندرم قلب سرباز) است که نوعی اختلال اضطرابی همراه با خستگی، تنگی نفس، نفس عمیق با صدای آه مانند، تپش قلب و تعریق است که نخستین بار در جریان جنگ داخلی آمریکا مشاهده و طی مقاله‌ای در سال ۱۸۷۱ منتشر شد.
او به تشویق مادرش در رشتهٔ پزشکی در دانشگاه توماس جفرسون تحصیل کرد و در جریان جنگ داخلی آمریکا در بیمارستان ارتش و بیمارستان ترنر لین فیلادلفیا خدمت نمود. وی بعدها به تدریس این رشته در دانشگاه توماس جفرسون روی آورد و در سال ۱۸۶۶ به عضویت انجمن فیلسوفان آمریکا درآمد.